# Helen Chadwick (artista)
Helen Chadwick (Croydon, 18 maggio 1953 – Londra, 15 marzo 1996) è stata un'artista britannica.

## Biografia
Dal 1973 al 1976 studiò al Politecnico di Brighton, poi fino al 1977 proseguì gli studi al Chelsea College of Art and Design di Londra, dove in seguito avrebbe insegnato, oltre che al Royal College of Art e al London Institute. La sua arte si contraddistinse per l'uso di materiali innovativi, come carne, fiori, cioccolato e pellicce animali, esercitando una notevole influenza sulle successive generazioni di artisti. Nel 1979 presentò la sua prima performance insieme a Philip Stanley alla Spectro Gallery di Newcastle upon Tyne intitolata There’s Absolutely Nothing to Worry About, una messa in scena di un'interazione tra un uomo e una donna nella metropolitana di Londra, poi nel 1981 seguì la scultura Model Institution, composta da cinque cabine di un ufficio di sicurezza sociale il cui obiettivo è far riflettere sui problemi socio-economici di quegli anni.
Nel 1994 presentò alla sua mostra personale alla Serpentine Gallery Cacao, una fontana di cioccolato che descriveva l'eccesso di desiderio sia fisico che di piacere accompagnato dal senso di nausea, mentre Piss Flowers, una scultura che urinava nella neve, è un'opera trasgressiva che esprime disgusto e bellezza allo stesso tempo, ispirandosi alle opere non convenzionali di Andres Serrano e Robert Mapplethorpe. Nel 1987 fu candidata per il Turner Prize.